# Centrální evidence účtů
Centrální evidence účtů ČR (CEÚ) je neveřejný Informační systém veřejné správy, který od roku 2018 provozuje Česká národní banka. Databáze obsahuje informace o účtech, vedených pro právnické a fyzické osoby úvěrovými institucemi registrovanými ČNB v České republice. Podle zákona č. 300/2016 Sb. jsou evidovány údaje týkající se zakládání a rušení účtů nebo změny zapsaných údajů ve vztahu k vlastníkům a subjektům s oprávněním nakládat s peněžními prostředky na účtech. V rámci CEÚ nejsou v databázi vedeny stavové hodnoty na účtech.
Proklamovaným cílem CEÚ je podpořit orgány činné v trestním řízení při odhalování trestné činnosti.

## Datový obsah
Identifikační údaje klienta:
- u fyzické osoby jména a příjmení užívaná v souvislosti s účtem, datum narození, rodné číslo, bylo-li přiděleno, adresa pobytu, popřípadě i adresa pro doručování,
- u právnické podnikající fyzické osoby jméno, identifikační číslo, popřípadě obdobné číslo přidělované v zahraničí, a sídlo,
- u účtu pro majetek ve svěřenském fondu označení takového fondu a identifikační údaje správce, obhospodařovatele nebo osoby v obdobném postavení.

Další údaje
- označení identifikující úvěrovou instituci,
- datum zřízení/zrušení účtu,
- číslo účtu,
- datum vzniku a datum zániku oprávnění klienta k nakládání s peněžními prostředky na účtu.

## Vkládání dat
Povinnou, tzv. úvěrovou institucí je banka nebo zahraniční banka, která vykonává svou činnost na území České republiky prostřednictvím pobočky, a dále spořitelní a úvěrní družstvo.
Úvěrová instituce předává České národní bance denně informaci o změně v údajích uvedených výše.

## Poskytování údajů z centrální evidence účtů
O údaje z centrální evidence účtů je oprávněn žádat pouze
- orgán činný v trestním řízení,
- orgán příslušný přijímat oznámení o podezřelém obchodu podle zákona upravujícího opatření proti legalizaci výnosů z trestné činnosti (AML),
- orgán Finanční správy,
- orgán Celní správy,
- zpravodajská služba ČR.

Žadatel vede a po dobu 10 let uchovává evidenci žádostí, včetně údajů, které jednoznačně určují fyzickou osobu, která o údaje z CEÚ požádala.
Žádost se podává do datové schránky zřízené Českou národní bankou pro centrální evidenci účtů. Identifikátory datových schránek, z kterých mohou žadatelé podávat žádosti, oznamují České národní bance nadřízené instituce výše uvedených (příslušná ministerstva, generální ředitelství).
Registr umožní na základě jednoho dotazu nejpozději do 24 hodin zjistit, ve které bankovní instituci má podezřelý subjekt zřízený účet.

## Evropská unie
Podobný systém údajně funguje i v jiných evropských státech, například ve Francii, Španělsku, Německu, Rumunsku nebo v Itálii.